# Ngadiroyo
Ngadiroyo is een bestuurslaag in het regentschap Wonogiri van de provincie Midden-Java, Indonesië. Ngadiroyo telt 1709 inwoners (volkstelling 2010).